# 鉢ヶ岳
鉢ヶ岳（はちがたけ）は、飛騨山脈（北アルプス）の後立山連峰にある標高2,563mの山。富山県と新潟県にまたがる。

## 概要
後立山連峰の主稜線上に位置するが、朝日岳・雪倉岳と白馬岳とを結ぶ登山道は東斜面を巻いて縦走する。その東斜面にはシナノキンバイとハクサンイチゲの大群落がある。

## 登山ルート
- 朝日岳 - 雪倉岳 - 鉢ヶ岳
- 蓮華温泉 - 鉱山道 - 鉢ヶ岳
- 小蓮華山 - 三国境 - 鉢ヶ岳
- 白馬岳 - 三国境 - 鉢ヶ岳

## 周辺の山小屋
- 朝日小屋
- 雪倉岳避難小屋（無人）
- 蓮華温泉ロッジ
- 白馬大池山荘
- 白馬山荘

## 近隣の山

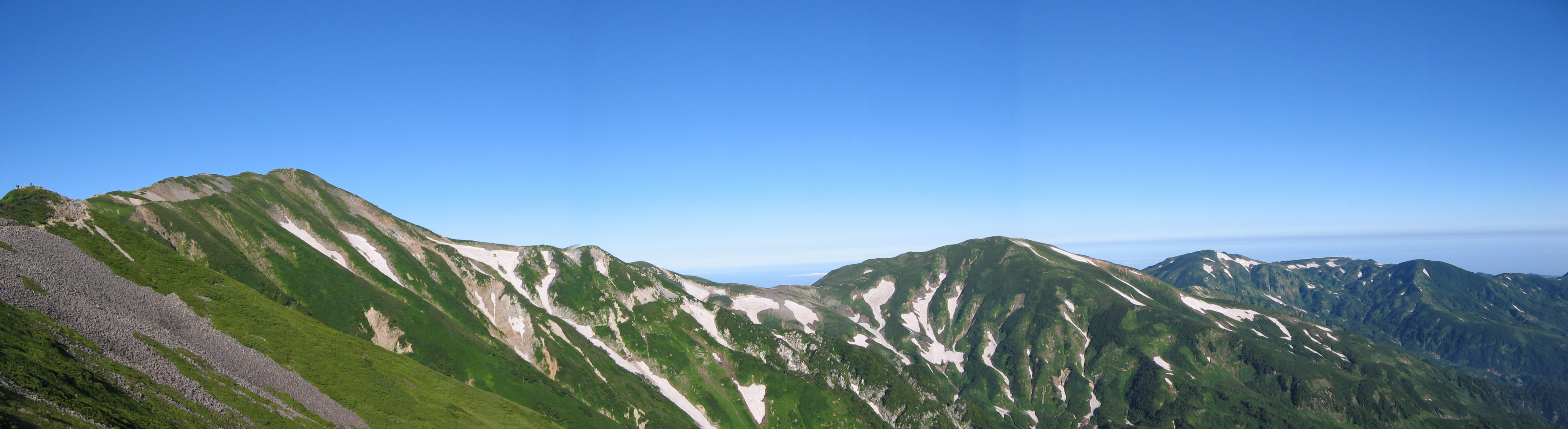
白馬大池付近から望む北アルプス北部の山々

- 朝日岳（2,418m）
- 雪倉岳（2,611m）
- 小蓮華山（2,766m）
- 白馬岳（2,932m）